# PTU (film)
Série
Tactical Unit: The Code
(2008)
Pour plus de détails, voir Fiche technique et Distribution.
PTU est un film hong-kongais réalisé par Johnnie To, sorti le 9 février 2003.
Il est à l'origine de la série de films Tactical Unit qui compte six opus au total.

## Synopsis
Le sergent de la police anti-gang Lo Sa se fait voler son arme lors d'une altercation avec une bande de voyous. De peur que son arme ne soit utilisée, il se lance à la recherche des malfrats, aidé dans sa quête par Tchin, chef d'une patrouille de PTU (Police Tactical Unit). Les choses commencent à se compliquer quand le fils d'un chef de gang est assassiné par un gang rival et que la police criminelle s'en mêle.

## Fiche technique
- Titre : PTU
- Réalisation : Johnnie To
- Scénario : Au Kin-yee et Yau Nai-hoi
- Production : Li Kuo-hsing et Johnnie To
- Société de production : Milkyway Image
- Musique : Chung Chi-wing
- Photographie : Cheng Siu-keung
- Montage : Law Wing-cheong
- Pays d'origine : Hong Kong
- Format : Couleurs - 2,35:1 - Dolby EX 6.1 - 35 mm
- Genre : Policier, drame et thriller
- Durée : 87 minutes
- Dates de sortie : 9 février 2003 (festival de Berlin), 17 avril 2003 (Hong Kong), 5 octobre 2005 (France)

## Distribution
- Simon Yam (VF : Jean-Marc Landresse) : Mike Ho
- Lam Suet (VF : Jean-Paul Landresse) : Lo
- Ruby Wong (VF : Alice Ley) : Leigh Cheng
- Maggie Siu (VF : Jacqueline Ghaye) : Kat
- Eddy Ko : Ko Hung
- Courtney Wu : Le garde du corps

## Version française
- Société de doublage : NDE Production
- Direction artistique : Antony Delclève
- Adaptation des dialogues : Frédéric Alameunière
- Enregistrement et mixage :

## Récompenses
- Prix du meilleur film asiatique, lors du Festival international du film de Seattle 2003.
- Nominations pour le prix du meilleur acteur (Simon Yam), meilleure photographie (Cheng Siu-keung), meilleur réalisateur, meilleur montage (Law Wing-cheong), meilleurs costumes et maquillages (Sukie Yip), meilleure musique, meilleur film, meilleurs effets sonores (Martin Richard Chappell), meilleur second rôle masculin (Lam Suet) et meilleurs effets spéciaux (Stephen Ma), lors du Golden Horse Film Festival 2003.
- Prix du meilleur scénario original, lors du Golden Horse Film Festival 2003.
- Prix du jury, lors du Festival du film policier de Cognac 2004.
- Prix du meilleur acteur (Simon Yam), meilleur réalisateur, meilleur film, meilleur scénario et meilleur second rôle masculin (Lam Suet), lors des Golden Bauhinia Awards 2004.
- Nominations pour le prix du meilleur acteur (Simon Yam), meilleure photographie (Cheng Siu-keung), meilleur montage (Law Wing-cheong), meilleure musique, meilleur film, meilleur scénario, meilleurs effets sonores, meilleur second rôle féminin (Maggie Siu) et meilleurs effets spéciaux (Stephen Ma), lors des Hong Kong Film Awards 2004.
- Prix du meilleur réalisateur, lors des Hong Kong Film Awards 2004.
- Prix du film du mérite et du meilleur réalisateur, lors des Hong Kong Film Critics Society Awards 2004.

## Tournage
Le tournage du film s'est étalé sur presque trois ans. La raison d'un si long tournage est dû au fait qu'à Hong Kong, tous les commerces, restaurants et bars ainsi que les salles de jeux sont ouverts vingt-quatre heures sur vingt-quatre à l'exception du dimanche entre deux et six heures du matin. L'équipe s'est donc retrouvée tous les dimanches soir pour pouvoir tourner dans des conditions correctes.